# Абу'л-Хаджа
Абу'л-Хаджа (д/н — після 1062) — 15-й емір аль-Тефеліса у 1054—1062 роках.

## Життєпис
Походив з династії Джаффаридів. Син еміра Джафара III. Посів трон 1046 року, але негайно почав боротьбу з братом Мансуром II. В результаті фактична влада в столиці перейшла до раїсів (старійшин), які контролювали всю діяльність до 1049 року.
1054 року зміг здолати брата. Але 1062 року не зміг протидіяти вторгненню сельджуцького султана Алп Арслана, визнавши його владу. 1062 року був повалений султаном, а влада перейшла до Фадла II, еміра Гянджі. Подальша доля невідома.